# Список самых высоких телевизионных башен

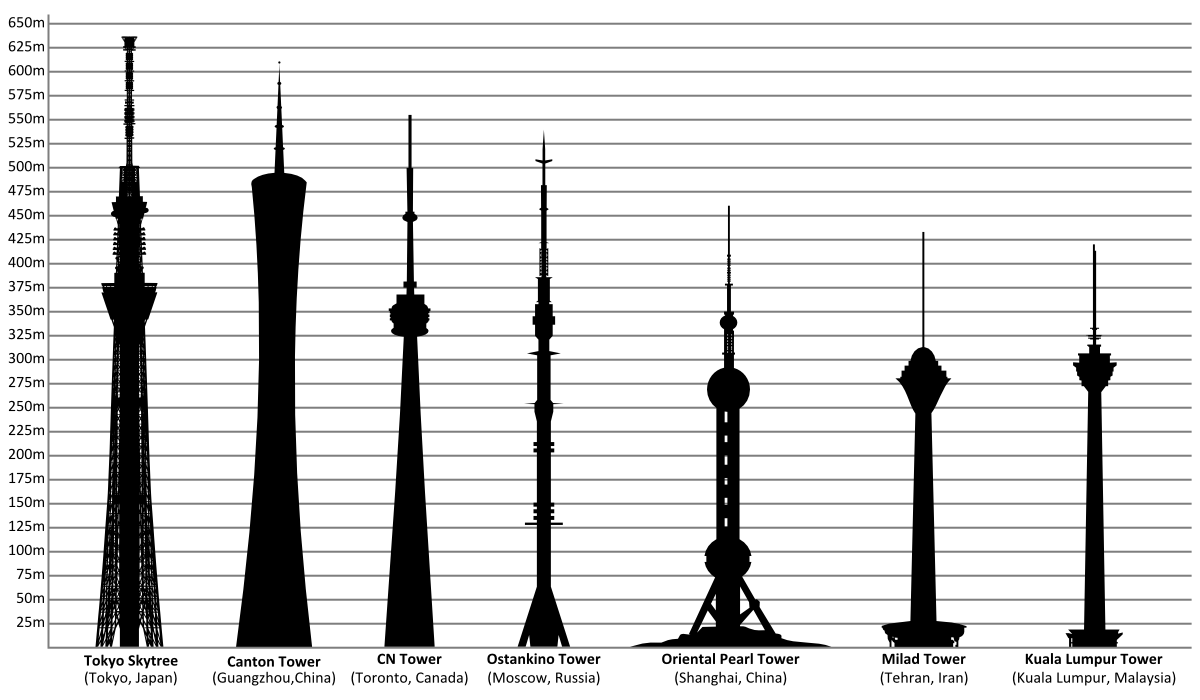
Семь самых высоких телевизионных башен

В список самых высоких телевизионных башен мира входят консольные конструкции, закреплённые только в основании и высота которых превышает 300 метров. Расстояние передачи телевизионного сигнала зависит от высоты подвеса передатчиков, поэтому телебашни строят как можно выше и размещают на самых высоких точках местности.
Так как телебашни являются, как правило, наиболее высокими строениями на местности, они часто совмещены с обзорными площадками.
Первая в мире железобетонная телебашня была построена в Штутгарте в 1956 году. Телебашня Штутгарта стала прототипом многих башен этого типа по всему миру.
Самой высокой телебашней и третьим по высоте сооружением в мире является Небесное дерево Токио (634 м, 2012 год), самой высокой в России и в Европе — Останкинская телебашня (540,1 м, 1967 год). Крупные телебашни являются одними из символов городов, в которых они установлены, и привлекают большое количество туристов.

## Телевизионные башни
| Место | Высота  | Наименование                           | Изображение | Примечания | Город                | Страна         | Год открытия |
| ----- | ------- | -------------------------------------- | ----------- | --- | -------------------- | -------------- | ------------ |
| 1     | 634 м   | Tokyo Skytree                          |             | Используется для цифрового телевещания. Обзорные площадки расположены на высотах 340, 345, 350 и 451 метр | Токио                | Япония         | 2012         |
| 2     | 600 м   | Телебашня Гуанчжоу                     |             | Гиперболоидная конструкция оболочки соответствует патенту русского инженера Шухова. На высоте 488 метров находится обзорная площадка                                                                                             | Гуанчжоу             | Китай          | 2009         |
|       |         |                                        |             | |                      |                |              |
| 3     | 553,3 м | Си-Эн Тауэр                            |             | На высоте 447 метров расположена обзорная площадка | Торонто              | Канада         | 1976         |
| 4     | 540,1 м | Останкинская телебашня                 |             | Масса башни вместе с фундаментом — 51 400 т. На высоте 337 и 340 метров расположены обзорные площадки, на высоте 324 м.— ресторан «Седьмое небо» (повторно открыт в 2016 году)                                                   | Москва               | Россия         | 1967         |
|       |         |                                        |             | |                      |                |              |
| 5     | 468 м   | Восточная жемчужина                    |             | В башне есть вращающийся ресторан (267 м), танцевальная площадка (271 м), конференц-зал с обзорной площадкой (350 м) | Шанхай               | Китай          | 1994         |
| 6     | 435 м   | Бордже Милад                           |             | Самое высокое сооружение в Иране. На высоте 276 метров расположен вращающийся ресторан | Тегеран              | Иран           | 2007         |
| 7     | 421 м   | Менара Куала-Лумпур                    |             | На высоте 283 метра расположен вращающийся ресторан | Куала-Лумпур         | Малайзия       | 1994         |
| 8     | 415,2 м | Тяньцзиньская телебашня                |             | На высоте 257 метров расположен вращающийся ресторан | Тяньцзинь            | Китай          | 1991         |
| 9     | 405 м   | Центральная телевизионная башня Пекина |             | На высотах 221 и 238 метров расположены обзорные площадки | Пекин                | Китай          | 1992         |
|       |         |                                        |             | |                      |                |              |
| 10    | 388 м   | Башня Чжунъюань                        |             | | Чжэнчжоу             | Китай          | 2011         |
| 11    | 385 м   | Киевская телебашня                     |             | Киевская башня считается самым высоким в мире сооружением из строений, имеющих решётчатую конструкцию | Киев                 | Украина        | 1973         |
| 12    | 374,9 м | Ташкентская телебашня                  |             | Является самой высокой телебашней Узбекистана и Центральной Азии. На высоте 104 метра расположен вращающийся ресторан | Ташкент              | Узбекистан     | 1985         |
| 13    | 372 м   | Башня Освобождения                     |             | | Кувейт               | Кувейт         | 1996         |
| 14    | 371,5 м | Телебашня «Коктобе»                    |             | Башня может выдерживать землетрясения до 10 баллов по шкале Рихтера | Алма-Ата             | Казахстан      | 1983         |
| 15    | 368,5 м | Рижская телебашня                      |             | Самая высокая в Европейском союзе. На высоте 99 метров расположена обзорная площадка | Рига                 | Латвия         | 1986         |
| 16    | 368 м   | Берлинская телебашня                   |             | Самое высокое сооружение в Германии. На высоте 207,5 метров расположено вращающееся кафе | Берлин               | Германия       | 1969         |
| 17    | 366,8 м | Башня Гербранди                        |             | В Рождество телебашня приобретает вид крупнейшей в мире рождественской ёлки | Эйсельстейн          | Нидерланды     | 1961         |
| 18    | 365,5 м | Телебашня Küçük Çamlıca                |             | | Стамбул              | Турция         | 2020         |
| 19    | 356 м   | Телебашня «Лотус»                      |             | Самая высокая в Южной Азии | Коломбо              | Шри-Ланка      | 2019         |
| 20    | 350,2 м | Стратосфера Лас-Вегас                  |             | | Лас-Вегас            | США            | 1996         |
| 21    | 339 м   | Западная жемчужина                     |             | Из-за финансовых проблем с 1992 по 1998 год строительство было заморожено. Строительство было завершено в 2004 году, но открыта башня была лишь в конце 2006 года                                                                | Чэнду                | Китай          | 2006         |
| 22    | 338 м   | Башня Макао                            |             | На высоте 233 метра имеется площадка для банджи-джампинга | Макао                | Китай          | 2001         |
| 23    | 337 м   | Европатурм                             |             | В 2004 году швейцарская фирма поменяла антенну при помощи вертолета | Франкфурт-на-Майне   | Германия       | 1979         |
| 24    | 336 м   | Башня Дракона                          |             | Металлическое решётчатое свободностоящее высотное сооружение | Харбин               | Китай          | 2000         |
| 25    | 332,6 м | Телевизионная башня Токио              |             | С момента открытия в башне побывало около 150 млн человек. На высоте 250 метров расположена обзорная площадка | Токио                | Япония         | 1958         |
| 26    | 330,5 м | Телевизионная башня Йоркшир            |             | Диаметр башни составляет 24,4 метра | Хаддерсфилд, Йоркшир | Великобритания | 1971         |
| 27    | 329,8 м | Телевизионная башня Хуайань            |             | | Хуайань              | Китай          | 2015         |
| 28    | 329,4 м | Телебашня WITI-TV                      |             | | Милуоки              | США            | 1962         |
| 29    | 328 м   | Скай Тауэр                             |             | Самая высокая в Южном Полушарии. На высоте 220 метров расположена обзорная площадка | Окленд               | Новая Зеландия | 1997         |
| 30    | 326,5 м | Телевизионная башня Вильнюса           |             | На высоте 165 метров расположен вращающийся ресторан | Вильнюс              | Литва          | 1980         |
| 31    | 326 м   | Санкт-петербургская телебашня          |             | Изначально башня была высотой 316 метров, но после замены антенны в 1986 году она стала короче на 6 метров. В 2011 установка новой антенны цифрового передатчика высота увеличилась на 16 метров. Теперь высота башни 326 метров | Санкт-Петербург      | Россия         | 1962         |
| 32    | 326 м   | Телевизионная башня Линьи              |             | | Линьи                | Китай          | 2010         |
| 33    | 324 м   | Эйфелева башня                         |             | Башня всемирно известна как символ Франции | Париж                | Франция        | 1889         |
| 34    | 323,8 м | Телебашня WHDH-TV                      |             | | Ньютон               | США            | 1960         |
| 35    | 323 м   | Телебашня Рамешварама                  |             | | Рамешварам           | Индия          | 1995         |
| 36    | 318,5 м | Телевизионная башня Нанкина            |             | | Нанкин               | Китай          | 1996         |
| 37    | 317,6 м | Канзасская телебашня                   |             | | Канзас-Сити          | США            | 1956         |
| 38    | 314 м   | Таллинская телебашня                   |             | На постройку башни ушло 10 000 м³ бетона и 1 900 тонн стали | Таллин               | Эстония        | 1980         |
| 39    | 311,7 м | Ереванская телебашня                   |             | Основание башни находится на высоте около 1170 метров над уровнем моря | Ереван               | Армения        | 1977         |
| 40    | 311,4 м | Телевизионная башня Ухань              |             | | Ухань                | Китай          | 1986         |
| 41    | 310 м   | Бакинская телебашня                    |             | На высоте 175 метров расположен вращающийся ресторан | Баку                 | Азербайджан    | 1996         |
| 42    | 309 м   | Сиднейская телебашня                   |             | Вторая по высоте в Южном полушарии | Сидней               | Австралия      | 1981         |
| 43    | 305,5 м | Телевизионная башня Шэньян             |             | | Шэньян               | Китай          | 1989         |
| 44    | 304,8 м | Телебашня Фазилка                      |             | | Фазилка              | Индия          | 2007         |
| 45    | 302 м   | Синт-Питерс-Леув (телебашня)           |             | Вход в башню для туристов запрещён | Синт-Питерс-Леув     | Бельгия        | 1996         |
| 46    | 300,2 м | Телебашня Мумбаи                       |             | | Мумбаи               | Индия          | 1972         |
| 47    | 300 м   | Телебашня Саматра                      |             | | Бхудж                | Индия          | 1999         |
| 48    | 300 м   | Джайсалмерская телебашня               |             | | Джайсалмер           | Индия          | 1993         |

В Джакарте в 1990-х было начато строительство телебашни высотой 558 метров, но после финансового кризиса 1997 года оно было заморожено и не возобновилось до сих пор.